# Travis Baldree
Travis Baldree (* 28. März 1977 in Eden, Texas) ist ein amerikanischer Fantasy-Schriftsteller, Hörbuchsprecher und Videospiel-Designer. Sein 2022 erschienener Roman Magie und Milchschaum (Orig. Legends & Lattes) gewann den Astounding Award for Best New Writer und war für den Hugo und den Nebula Award nominiert.

## Leben und Werk
Baldree wurde 1977 in Eden, Texas geboren.
Seit 1998 arbeitet er in der Videospielbranche und designte Spiele wie Torchlight, Rebel Galaxy und Fate.
Nachdem sein Debütroman Legends & Lattes für mehrere Literaturpreise nominiert worden war und den Astounding Award for Best New Writer gewonnen hatte, veröffentlichte er 2023 dessen Prequel Bookshops & Bonedust. Beide Romane folgen der Ork-Kriegerin Viv, die in Legends & Lattes das erste Café in der fiktiven Stadt Thune eröffnen möchte.

## Bibliographie
- Legends & Lattes: A Novel of High Fantasy and Low Stakes, Pan MacMillan, 2022. ISBN 978-1-03-500731-8
- Magie und Milchschaum: Die Viv-Chroniken Band 1, dtv, 2023. ISBN 978-3-423-26356-6
- Bookshops & Bonedust: High Fantasy, First Loves, Secondhand Books, Pan MacMillan, 2023. ISBN 978-1-03-500736-3